# Comitatul Scania
Scania (în suedeză Skåne) este un comitat situat în partea de sud a Suediei. Reședința sa este orașul Malmö.

## Geografie

### Zone urbane
Următoarele sunt cele mai mari zece zone urbane din comitat (anul 2015) conform Biroului Central de Statistică al Suediei:
| Nr | Zona urbană  | Pop.    |
| -- | ------------ | ------- |
| 1  | Malmö        | 301.706 |
| 2  | Helsingborg  | 104.250 |
| 3  | Lund         | 87.244  |
| 4  | Kristianstad | 39.762  |
| 5  | Landskrona   | 32.229  |
| 6  | Trelleborg   | 29.316  |
| 7  | Ängelholm    | 27.500  |
| 8  | Hässleholm   | 19.309  |
| 9  | Ystad        | 18.806  |
| 10 | Eslöv        | 18.592  |

## Demografie
| \| Evoluția demografică în Skåne län, 2000–2015 \| Evoluția demografică în Skåne län, 2000–2015 \| Evoluția demografică în Skåne län, 2000–2015 \| Evoluția demografică în Skåne län, 2000–2015 \| Evoluția demografică în Skåne län, 2000–2015 \| \| --------------------------------------------------------------- \| -------------------------------------------- \| -------------------------------------------- \| -------------------------------------------- \| -------------------------------------------- \| \| An \| \| \| Locuitori \| \| \| 2000 \| 2000 \| \| 1 129 424 \| 1 129 424 \| \| 2005 \| 2005 \| \| 1 169 464 \| 1 169 464 \| \| 2010 \| 2010 \| \| 1 243 329 \| 1 243 329 \| \| 2015 \| 2015 \| \| 1 303 627 \| 1 303 627 \| \| Sursa: SCB - Statistika Centralbyrån, Folkmängd i län 1749–2015 \| \| \| \| \| |      |  |           |           |
| Evoluția demografică în Skåne län, 2000–2015 |      |  |           |           |
| An |      |  | Locuitori |           |
| 2000 | 2000 |  | 1 129 424 | 1 129 424 |
| 2005 | 2005 |  | 1 169 464 | 1 169 464 |
| 2010 | 2010 |  | 1 243 329 | 1 243 329 |
| 2015 | 2015 |  | 1 303 627 | 1 303 627 |
| Sursa: SCB - Statistika Centralbyrån, Folkmängd i län 1749–2015 |      |  |           |           |

## Administrație
Skåne län este compus din următoarele comune:
| - Bjuv - Bromölla - Burlöv - Båstad - Eslöv - Helsingborg - Hässleholm | - Höganäs - Hörby - Höör - Klippan - Kristianstad - Kävlinge - Landskrona | - Lomma - Lund - Malmö - Osby - Perstorp - Simrishamn - Sjöbo | - Skurup - Staffanstorp - Svalöv - Svedala - Tomelilla - Trelleborg - Vellinge | - Ystad - Åstorp - Ängelholm - Örkelljunga - Östra Göinge |